# Parisaftalen (2015)
 For alternative betydninger, se Parisaftalen. (Se også artikler, som begynder med Parisaftalen)
Parisaftalen er en international aftale inden for FN’s klimakonvention UNFCCC, som drejer sig om begrænsning af udledning af drivhusgasser gennem grøn omstilling, klimatilpasning og finansiering heraf. Aftalen blev indgået på COP21-klimakonferencen i Paris i december 2015, og den trådte i kraft i 2020. 195 lande underskrev aftalen. Aftalen forpligter landene til at modvirke den globale opvarmning ved at holde den globale temperaturstigning under 2° C i forhold til det førindustrielle niveau, og stræber mod en temperaturstigning på kun 1,5° C.
Ifølge aftalen skal hvert af de deltagende lande opstille, planlægge og overvåge sine egne tiltag mod global opvarmning. Landene kan ikke tvinges til at opstille bestemte mål inden for bestemte tidsfrister, men hvert mål skal overgå tidligere satte mål.
I juni 2017 meddelte den amerikanske præsident Trump, at USA ville udtræde af aftalen i 2020, hvilket blev fordømt fra mange sider, både internationalt og i USA. Efter at Joe Biden i januar 2021 havde erstattet Donald Trump som præsident, var en af hans første handlinger at omgøre Trumps beslutning, således at USA genindtrådte i Parisaftalen den 19 februar 2021. Da Trump efterfølgende igen blev valgt til præsident, trak han atter USA ud af Parisaftalen på den dag, han tiltrådte sin anden embedsperiode (20. januar 2025).

## Resultater
Ved klimatopmødet COP26 i Glasgow i 2021 havde 194 lande udmeldt et nationalt fastsat bidrag, som Parisaftalen foreskrev. Klimatopmødet COP28 i Dubai konkluderede imidlertid i sin første "globale gennemgang" efter Parisaftalens regler, at bidragene sammenlagt ikke ville give tilstrækkelig store reduktioner til at holde sig under 2°-målet. Beregninger pegede tværtimod på, at temperaturen ville stige op imod 3°, hvis ikke ambitionsniveauet i reduktionerne af drivhugas-udledninger bliver større. Sådanne beregninger er dog behæftet med stor usikkerhed.